# 立川町
立川町（たちかわまち）は山形県にあった町。日本三大局地風の1つである強風を引き起こす清川だしの影響で、日本有数の強風地帯として有名で、風力発電を町全体で推進した。山形県北西部、東田川郡の旧町。
2005年（平成17年）7月1日に余目町と合併し庄内町となった。

## 地理
- 河川：立谷沢川、最上川[2]
- 山：月山[3]

### 面積
2004年10月時点
総面積：190.82 km2
- 農地：17.93 km2
- 森林：157.59 km2
- 宅地：1.86 km2

### 隣接していた自治体
- 東田川郡：余目町、藤島町、羽黒町
- 飽海郡：松山町
- 最上郡：戸沢村、大蔵村
- 西村山郡：西川町

## 歴史

### 町名の由来
「立」は、新しい町として飛び「立」つこと、「立」谷沢村、清川村・立谷沢村を流れる「立」谷沢川から取られ、「川」は、合併前の三町村とも「川」の恩恵を受けていること、清「川」村、狩「川」町から取られた。

### 沿革
- 1954年（昭和29年）10月1日 - 東田川郡狩川町、立谷沢村、清川村が合併し、立川町が発足[6]。同日合併記念式典を実施[7]。
- 1956年（昭和31年）1月1日 - 東田川郡余目町（旧十六合村）の大字千本杉・桑田を編入[2]。
- 1959年（昭和34年）11月1日 - 飽海郡松山町との境界を変更[8]。
- 1965年（昭和40年）9月1日 - 東田川郡藤島町と境界の一部を変更。
- 1970年（昭和45年）
  - 2月1日 - 余目町と境界の一部を変更。
  - 8月1日 - 余目町と境界の一部を変更。
- 1992年（平成4年）5月28日 - 東田川郡余目町との境界を変更[9]。
- 2001年（平成13年）6月4日 - 東田川郡余目町との境界を変更[10]。
- 2005年（平成17年）7月1日 - 余目町と合併し庄内町となり消滅[6]。

## 地名
大字名の出典：

### 旧狩川町
- 大字狩川
- 大字添津
- 大字三ヶ沢

### 旧清川村
- 大字清川

### 旧立谷沢村
- 大字立谷沢
- 大字肝煎
- 大字科沢

### 旧十六合村
- 大字桑田
- 大字千本杉

## 行政

### 歴代町長
| 代 | 氏名       | 当選年月日                 | 備考       | 出典   |
| -- | ---------- | -------------------------- | ---------- | ------ |
| 1  | 安藤文之助 |                            | 立川町発足 | [ 12 ] |
| 2  | 本間四郎   |                            |            | [ 13 ] |
| 3  | 田澤一二   | 1969年（昭和44年）11月16日 |            | [ 14 ] |
| 4  | 舘林茂樹   | 1985年（昭和60年）10月27日 |            | [ 15 ] |

## 姉妹都市・提携都市
- 歌津町（宮城県）
  - 1968年10月親善都市提携

## 地域

### 人口
2004年10月時点
- 人口：6,617人
  - うち14歳以下：13.4%
  - うち15-64歳：55.4%
  - うち65歳以上：31.2%
- 人口密度：35人/km2

2004年時点
- 出生数：39人/年
- 合計特殊出生率：1.48

### 教育

#### 小学校
2004年度の3校合わせた学級数は23組、児童数は401人であった。
- 立川町立狩川小学校
- 立川町立清川小学校
- 立川町立立谷沢小学校

#### 中学校
- 立川町立立川中学校 - 2004年度の学級数は8組、生徒数は192人であった[19]。

## 経済
産業別の就業者数は、2000年時点では製造業が797人と最も多く、次にサービス業が687人となっていた。

### 農業
2000年時点の農業人口は426人であった。農産物の作付面積は、2004年時点では米が1,300ヘクタール（ha）と最も多く、次に柿が25 haとなっていた。

### 商業
商店数は2004年時点で69店、飲食店は2001年時点で8店あった。

### 金融機関
- 庄内たがわ農業協同組合立川支所（指定金融機関）
- 山形銀行狩川支店

## 交通

### 鉄道路線
- 利用可能路線：陸羽西線狩川駅、清川駅

### 路線バス
- たちかわ交通
- 立川町営バス

### 道路
- 一般国道
  - 国道47号
  - 国道345号
- 都道府県道
  - 山形県道33号庄内空港立川線
  - 山形県道45号立川羽黒山線
  - 山形県道46号羽黒立川線

## 名所・旧跡・観光スポット・祭事・催事
- ウィンドファーム立川（この地域一帯に吹くだしを利用した風力発電施設、風車）
- 月山
- 月の沢温泉北月山荘

## 出身有名人
- 清河八郎 - 浪士組の幹部
- 齋藤磯雄 - 仏文学者、明治大学教授
- 田澤一二 - 第3代町長、農学博士、獣医師
- 斎藤清 - 卓球選手
- 加藤康郎 - 藤島町町長
- 舘林茂樹 - 元立川町長。立川町に風力発電導入化を進め、実現させた